# Dienst vervoer en ondersteuning
De Dienst Vervoer en Ondersteuning (DV&O) is een onderdeel van de Nederlandse Dienst Justitiële Inrichtingen (DJI). Een van de taken van de DV&O is het vervoeren van personen van en naar politiebureaus, huizen van bewaring, penitentiaire inrichtingen en rechtbanken. DV&O verzorgt het vervoer van arrestanten, TBS-patiënten, volwassen gedetineerden, jongeren en vreemdelingen op verschillende beveiligingsniveaus en vervoert ook goederen voor de Rijksoverheid.
Ook verleent DV&O bijstand bij calamiteiten in (justitiële) inrichtingen en detacheert (gewapende) beveiligingsmedewerkers ter ondersteuning van DJI en organisaties die aan justitie gelieerd zijn, zoals de Nationale Politie, Koninklijke Marechaussee, Defensie en Dienst Justitiële Inrichtingen.

## Organisatiestructuur
De Dienst Vervoer en Ondersteuning (DV&O) bestaat uit een hoofdkantoor in Assen en 20 locaties verspreid over heel Nederland. Er werken 1700 medewerkers bij de DV&O. 

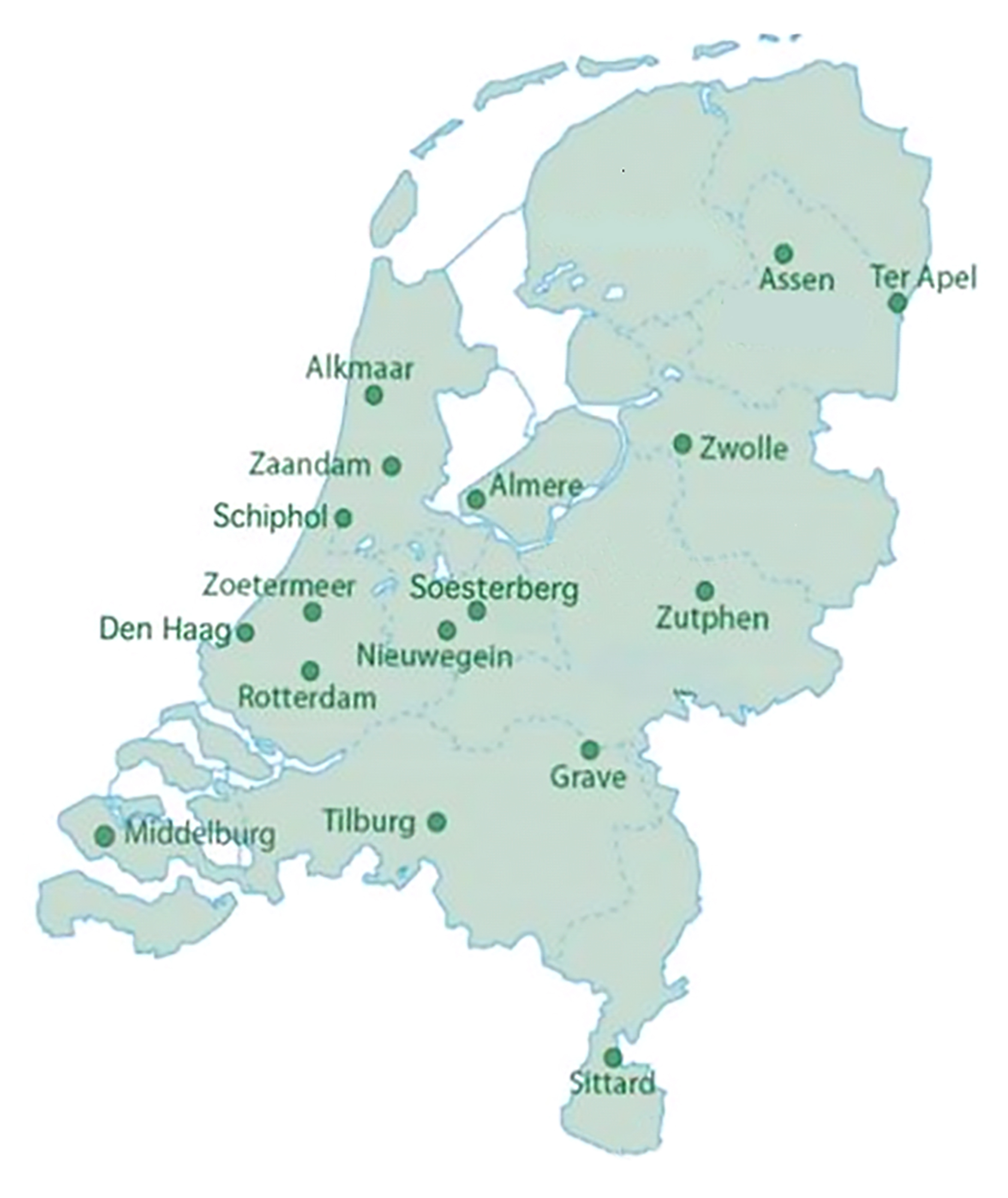
Locaties van de DV&O

De DV&O heeft haar organisatie onderverdeeld in drie divisies waar alle diensten onder vallen:
- Beveiliging
- Vervoer
- Specialistische taken

Iedere discipline heeft zijn eigen taken en specialismen en worden aangestuurd door de divisieleiding.

## Directeuren
- Klaas Bossen 1997 - 2000
- Willem van der Hoek 2000 - 2001
- Dick Tigchelaar † 2001 - 2003
- Jaap van den Berg 2003 - 2010
- Henk Brouwer 2011 - 5 mnd
- Erik de Borst 2011 - heden